# Michael Luschan
Michael Luschan (Salzburgo, 17 de septiembre de 1965) es un deportista austríaco que compitió en vela en la clase Soling. Ganó una medalla de plata en el Campeonato Europeo de Soling de 1992.

## Palmarés internacional
| \| Campeonato Europeo \| Campeonato Europeo \| Campeonato Europeo \| Campeonato Europeo \| \| Año \| Lugar \| Medalla \| Clase \| \| ------------------ \| ------------------ \| ------------------ \| ------------------ \| \| 1992 \| Cádiz (España) \| Medalla de plata \| Soling \| |                |                  |        |
| Campeonato Europeo |                |                  |        |
| Año | Lugar          | Medalla          | Clase  |
| 1992 | Cádiz (España) | Medalla de plata | Soling |